# Laktancij
Laktancij (lat. Lucius Lactantius Cæcilius Firmianus), rimski krščanski teolog filozof, učitelj retorike, * 250, Severna Afrika, † 340, Trier, Nemčija. 

Bil je Konstantinov svetovalec in učitelj njegovega sina Krispa. Njegovo najpomembnejše delo je delo Božji nauk (Divinæ institutiones), v katerem je sistematično zavrnil antično poganstvo v prid krščanstvu. 

## Življenje
Laktancij, s polnim imenom Lucius Lactantius Cæcilius Firmianus, je bil rojen ok. leta 250 v Severni Afriki. V mestu Sicca Veneria ali Sicca Colonia je Laktancij poslušal Arnobijeva predavanja, potem je še sam učil retoriko, najprej v Kartagini, potem v Nikomediji ob Črnem morju, ki je postala cesarska rezidenca. V govorništvu mu ni bil samo enak, ampak ga je celo prekašal, dicendi suavitate, v sladko mili ljubki zgovornosti. Na to kaže tudi njegovo ime Lactantius (lat. lac, lactis, n = mleko). Zaradi njegovega tekočega jezika bi se njegovo ime lahko prevedlo v slovenščino kot “Mlekocedilčnik”. 
Okrog leta 290 ga je cesar Dioklecijan povabil na cesarski dvor v Nikomedijo, da bi tam poučeval retoriko. Laktancij se je najprej posvetil izobraževanju in poeziji. Sveti Hieronim v svojem delu O cerkvenih pisateljih (De scriptoribus ecclesiasticis) piše, da je Laktancij svoj Itinerarij, popis potovanja iz Afrike do Nikomedije, ki se je nahajala v takratni Grčiji in današnji Turčiji, pesniško napisal v šesterostopnih daktilskih verzih s trohejem v zadnji stopici. Danes so na žalost ohranjena zgolj njegova dela o krščanstvu. 
Zmote poganskih staršev, katerim je bil rojen, 'je Laktancij pil skupaj z materinim mlekom', cum lacte simul hausisse. Pozneje je v svojem delu Epitome (povzetek) zapisal: “Bili smo rojeni od poganskih staršev. Rešeni zmot, v katere smo bili zapleteni, smo se izobrazili v pravo, resnično služenje Bogu. Zavrgli smo zmote in se sedaj usmerjamo k večni nagradi nebeškega zaklada.” V katerem času je Laktancij pristopil h krščanstvu ni točno znano, a je bilo to verjetno leta 295. Ko pa je postal kristjan, je hotel napisati kakšno koristno delo in tako je nastalo njegovo največje delo, Božji nauk (Institutiones Divinae ), apologetična predstavitev krščanske vere, »prava suma prvih let 4. stoletja«. 
Med drugim je trdil, da bi bilo lahko rimsko pravo izboljšano s poglobitvijo v krščansko vero, ki združuje cerkveno občestvo v vsestransko bratstvo z mediacijo Kristusa, ne pa bazirano na osnovni ideji enakosti. Omejen z njegovim družbeno nepodprtim posebnim pogledom na vero kot moraliteto, lahko vidimo, da je bil Laktancij spreten pri izpostavljanju neujemanj pri poganskih politeistih kot tudi v učenju krščanstva samega. 
Kasneje je izbruhnilo krvavo preganjanje kristjanov, zato je pisateljsko delo za nekaj časa opustil. Občutil je Dioklecijanovo preganjanje, zaradi katerega se je moral skrivati, kar ga je spravilo v veliko pomanjkanje. Po Dioklecijanovem odstopu leta 305 vzame Laktancij zapusti Nikomedijo. Leta 311, ko rimski cesar Galerij izda tolerančni edikt, se vrne v Bitinijo. Tam živi v skrajnem uboštvu, dokler ga cesar Konstantin ne pokliče v Galijo, najbrž v mesto Trier (Augusta Treverorum), kjer je vzgajal in izobrazil njegovega sina Krispa. Evzebij iz Cezareje namreč piše, da je Krisp princeps optimus et Deo charus, tj. zelo dober vladar in ljub Bogu. Slednji je postal cesar leta 317, Kalendis Martiis, ob marčevskih kalendah. Katerega leta in v katerem mestu naj bi Laktancij umrl, ni znano. Po nekaterih virih naj bi umrl v mestu Trier, ki se nahaja v današnji Nemčiji, v visoki starosti, ok. leta 340.

## Dela
Kot mnogo njegovih sodobnikov, se je tudi sam posluževal klasičnih oblik iz antike. Pisal je apologetska dela, v katerih je poskušal krščanstvo na sprejemljiv način predstaviti izobražencem, ki so se takrat še vedno pripadali starorimskim religijam. Po njegovi smrti do renesanse in humanizma je bil delno obravnavan kot krivoverec. Njegov stil je izredno dostojanstven, tekoč, eleganten in njegove misli ter sporočila zelo jasno predstavljena. Na drugi strani pa so mnoga njegova mnenja izrazita in specifična in so zato razdvajajoča.
Divinæ institutiones (Božji nauk), njegovo najbolj znano delo, je sestavljeno iz sedmih posameznih knjig, ki vsaka posamezno obravnavajo naslovljeno temo: 
- De falsa religione (O nepravem verovanju)
- De origine erroris (O izviru zmot)
- De falsa sapientia philosophorum (O napačni modrosti filozofov)
- De vera sapientia et religione (O pravi modrosti in verovanju)
- De iustitia (O pravičnosti)
- De vero cultu (O pravem bogoslužju)
- De vita beata (O blaženem življenju)

Božji nauk, zgodnji primer sistematičnega krščanskega razmišljanja, ki velja za najpomembnejše Laktancijevo delo in v katerega naj bi vložil veliko truda in ga pisal z veliko skrbnostjo, se naslanja predvsem in bolj na predkrščanske antične avtorje, kot pa na Sveto Pismo samo. V delu je zavračal njemu zavajajoča verska prepričanja poganov in ponudil krščanstvo kot zamenjavo oziroma racionalizirano vero z zgolj enim bogom, ki je stvarnik vsega. Pojasni tudi svoje prepričanje, da krščanski Bog za razliko od deističnih prepričanj, lahko intervenira in popravi človeške nepravičnosti in krivice. Delo naj bi nastajalo med letoma 303 in 311. Kasneje je napisal tudi Epitome, povzetek Božjega nauka. 
De opificio Dei, vel formatione hominis liber, ad Demetrianum auditorem suum (knjiga o Božjem izdelovanju ali oblikovanju človeka, namenjena Demetrijanu). Med drugim v knjigi razlaga izvor duše ter hvali človeka in s tem dokazuje vsemogočnost in modrost Stvarnika. 
Liber de ira Dei, ad Donatum (knjiga o Božji jezi, knjiga naslovljena Donatu). V tej knjigi Laktancij navaja starogrške in latinske pesnike, ko na primer zavrača ugovore, zakaj so tisti, ki grešijo, često srečni, tisti pa, ki pobožno živijo, često nesrečni, omeni Ovidija, ki poudarja, da je treba počakati na človekov zadnji dan, saj se namreč nihče ne more izogniti Božji sodbi. V epilogu piše Laktancij: “O Božji jezi, predragi Donat, pišem zato, da zavrneš tiste, ki Boga napravljajo za popolnoma ravnodušnega.” Laktancij s tem misli na epikurejce, ki trdijo in učijo: Bog je srečen zaradi tega, ker venomer miruje, in se potemtakem nikoli ne jezi. Laktancij v delu trdi, da če obstaja ljubezen do lepega, mora obstajati tudi sovraštvo do nasprotno zlobnega. 
De mortibus persecutorum (O smrti preganjalcev) ima sicer apologetski karakter, a je s strani krščanskih avtorjev tretirano kot zgodovinska kronika. Namen dela je opisati preganjalce kristjanov, rimske cesarje, ki so živeli pred Laktancijem, kot so Neron, Domicijan in Avrelijan ter nekatere Laktancijeve sodobnike, kot sta Galerij in Maksimiljan. Delo je eno izmed najboljših in najpomembnejših kronik preganjalcev, kljub temu, da so bile uporabljene anekdote skrbno izbrane, z željo pokazati kaj se zgodi tistim velikašem, ki ne sledijo krščanski religiji. Samo en manuskript je popolnoma ohranjen. 